# 乔希·英曼
乔希·英曼（英語：Josh Inman，1980年3月13日—），美国前男子赛艇运动员。他曾代表美国参加2008年夏季奥林匹克运动会赛艇比赛，获得男子八人单桨有舵手铜牌。